# Sernica pospolita
Sernica pospolita (Piophila casei) – gatunek muchówki z rodziny sernicowate i podrodziny Piophilinae.
Gatunek ten opisany został w 1758 roku przez Karola Linneusza jako Musca casei.
Muchówka o ciele długości od 3 do 4,5 mm. Głowę ma ubarwioną czarno z żółtą twarzą i przednią ⅓ czoła. Chetotaksja cechuje się m.in. rozbieżnymi szczecinkami zaciemieniowymi i obecnością wibrys. Tułów i odwłok są czarne. Powierzchnia śródplecza jest szagrynowana, tłusto połyskująca, zaopatrzona w 3 szeroko rozstawione rzędy drobnych szczecinek. Odnóża są żółte z czarnymi większymi częściami przednich i tylnych ud i goleni.
Gatunek kosmopolityczny, synantropijny. Larwy przechodzić mogą rozwój w produktach spożywczych jak solone ryby, wędliny czy sery.